# Nicotiana sect. Polydicliae
Nicotiana sect. Polydicliae ist eine Sektion der Gattung Tabak (Nicotiana). Zu ihr werden zwei Arten gezählt.

## Beschreibung
Arten der Sektion Polydicliae sind krautige, einjährige Pflanzen. Gelegentlich bilden sie bodenständige Rosetten aus. Die Laubblätter sind kurz gestielt, die Stängelblätter sind oftmals aufsitzend.
Die Blüten öffnen sich nachts. Die Krone ist radiärsymmetrisch, stieltellerförmig und weiß gefärbt. Die Kronröhre ist gerade, die Kronlappen spitz.
Die Arten der Sektion sind allopolyploid, ihre Chromosomenzahl beträgt n=24.

## Verbreitung
Die Arten sind im Südwesten der Vereinigten Staaten und in Mexiko verbreitet.

## Systematik
Zur Sektion Polydicliae werden nur zwei Arten gezählt:
- Nicotiana clevelandii A. Gray
- Nicotiana quadrivalvis Pursh

Es wird angenommen, dass die Sektion vor etwa 1 Million Jahren aus den Vorfahren der diploiden Arten Nicotiana obtusifolia als männliche Elternart und den Vorfahren von Nicotiana attenuata als weibliche Elternart entstanden ist.

## Nachweise